# 시소디아 왕조
시소디아 왕조는 구힐라 왕조에 이어 오늘날 라자스탄주의 메와르 지역에 존재했던 메와르 왕국을 통치했던 왕조이다.
시소디아 왕조의 조상은 12세기 구힐라 왕 라나심하의 아들인 라하파로 거슬러 올라간다. 그는 오늘날의 라자만드 지역에 있는 시소다 마을을 수도로 세웠고, 그 후 그의 후손들은 시소디아라고 불렸다. 구힐라 왕조의 주요 분파는 치토르가르 공방전(1303년)에서 할지 왕조를 상대로 패배한 후 끝났다. 1326년 시소디아 왕조에 속해 있던 라나 함미르는 바루지 사우다와 그의 차란 동맹군의 도움으로 이 지역의 지배권을 되찾고 왕조를 재건했으며, 구힐라 수도인 치토르의 지배권을 되찾았다. 시소디아 왕조는 말와 술탄국, 나그푸르 술탄국, 구자라트 술탄국, 델리 술탄국과 여러 차례 전투를 벌였다. 이들은 델리 술탄국을 포함한 인접 술탄국을 약화시키는 데 중요한 역할을 했다.
라지프라샤스티 족보에 따르면, 이들 중 한 명인 라나 사마르는 프리트비라즈 차우한의 여동생 프리티와 결혼했다. 그의 손자 라하파는 라나(군주)라는 칭호를 채택했다. 라하파의 후손들은 시소다라는 곳에서 시간을 보냈고, 그래서 "시소디아"로 알려지게 되었다.